# 鍋川

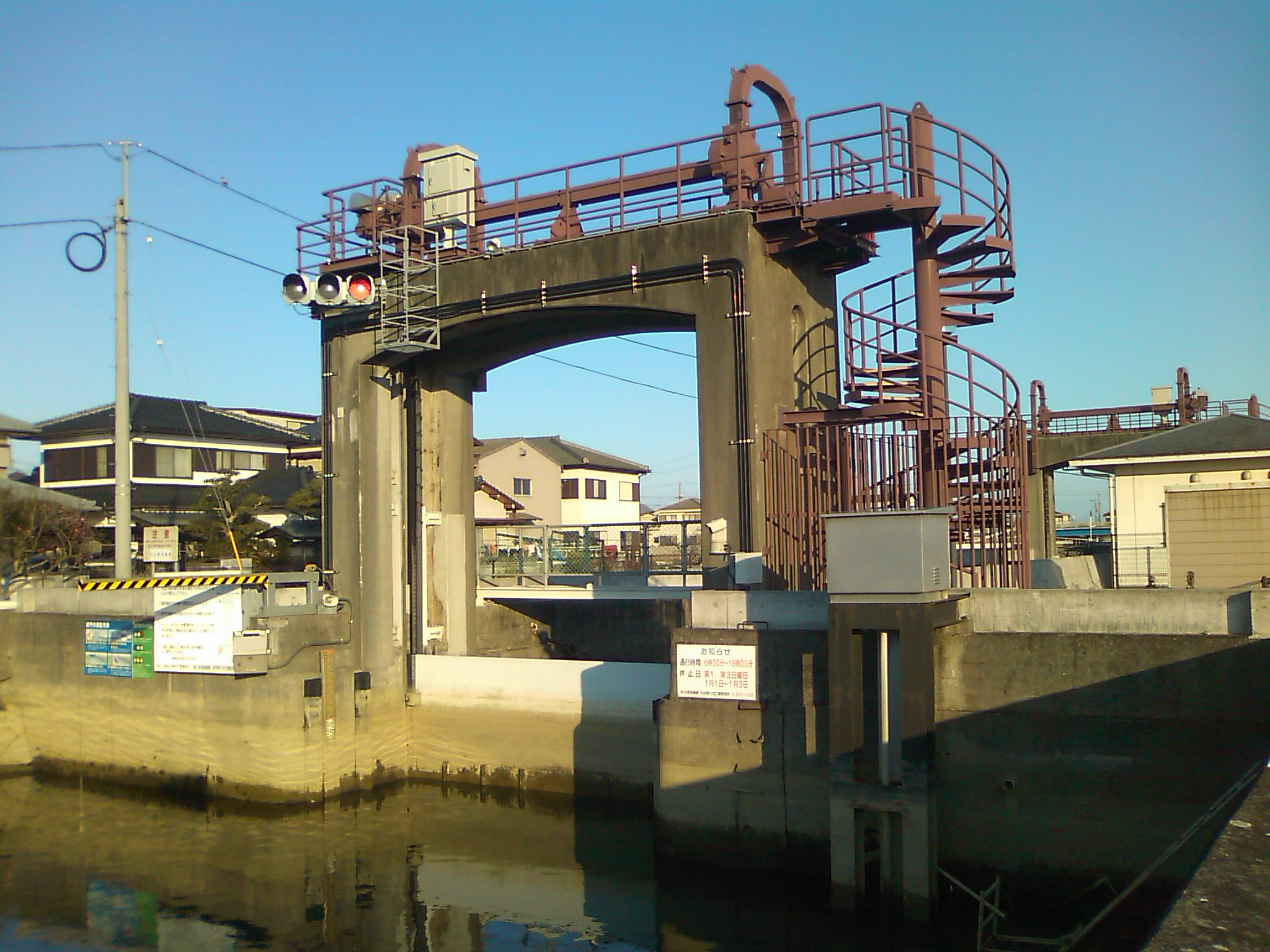
鍋川閘門

鍋川（なべかわ）は、徳島県板野郡北島町、松茂町を流れる吉野川水系の河川である。

## 地理
板野郡北島町太郎八須鍋川に水源があり、旧吉野川下流で合流する。中流で今切川と合流する。
昔から川舟の重要な交通路で、榎瀬江湖川や今切川と結んで徳島〜撫養間の水路として利用され、1892年（明治25年）から1960年（昭和35年）の間は阿波巡航船の定期航路となった。

## 支流
- 本須川（地蔵川）

## 河川施設
- 鍋川閘門

## 流域の主な施設
- 徳島県道14号松茂吉野線
- 板野東部消防組合消防本部

## 流域の自治体
徳島県
板野郡北島町、松茂町